# Livet enligt Rosa (bokserie)
Livet enligt Rosa är en bokserie av författarna Måns Gahrton och Johan Unenge, och bygger på den tecknade serien med samma namn.

## Böcker
- Livet enligt Rosa och en kille som heter Ville (2005)[1]
- Livet enligt Rosa - Tusen mil från dej till mej (2005)
- Livet enligt Rosa - Du och jag och hela världen (2006)
- Livet enligt Rosa - Jag vill vara som du (2007)
- Livet enligt Rosa - En öde ö full av killar (2007)
- Livet enligt Rosa - Rädda världen och krama mig (2008)
- Livet enligt Rosa - En omväg till ditt hjärta (2009)
- Livet enligt Rosa - Du är den jag vill ha (2010)

Det har även getts ut några böcker där Rosa delar med sig av sina tankar och funderingar:
- Riktigt viktigt enligt Rosa (2006)
- Riktigt roligt enligt Rosa (2007)
- Riktiga kompisar enligt Rosa (2007)